# Messier 75
Messier 75 sau M75 este un roi de stele globular.